# Messe Nr. 5 (Schubert)
Die Messe Nr. 5 in As-Dur D 678 ist eine Messvertonung für Soli, Chor und Orchester von Franz Schubert aus den Jahren 1822 bzw. 1826.
Eine erste Fassung der Messe entstand zwischen 1819 und 1822, die zweite Fassung zwischen 1825 und 1826. Im Gegensatz zu den anderen Messen gab es für Schubert bei der Komposition der Missa solemnis in As-Dur keinen Auftrag oder ein bestimmtes Fest, zu dem sie konzipiert worden wäre. Das belegt schon die lange Zeit, welche die Komposition in Anspruch genommen hat: Keines seiner Werke beschäftigte ihn länger als die As-Dur Messe, Schubert arbeitete mit Unterbrechungen von November 1819 bis Dezember 1822 an diesem Werk. Ferdinand Schubert brachte die Messe vermutlich bereits 1822 oder 1823 in der Altlerchenfelder Pfarrkirche zu Wien zur Aufführung (er war dort Regens Chori). Diese erste Aufführung dürfte seinen Bruder Franz jedoch nicht zufriedengestellt haben.
Als er 1826 beabsichtigte, sich um die schon länger vakante Vizehofkapellmeisterstelle zu bewerben, überarbeitete er die Messe grundlegend, indem er z. B. in den Chorstimmen manche Abschnitte tiefer legte und instrumental unterstützte sowie die begleitenden Spielfiguren der Streicherstimmen vereinfachte und für das Ende des Gloria eine neue Fuge komponierte.
Diese zweite Fassung übergab er an den Hofkapellmeister Joseph Eybler – Antonio Salieris Nachfolger – zur Aufführung in der Wiener Hofburgkapelle. Dieser schickte sie ihm jedoch mit den Worten „Die Messe ist gut, aber nicht in dem Styl componirt, den der Kaiser liebt“ zurück. Für den Kaiser war aber auch die überarbeitete Version offenbar zu lang und noch immer zu schwierig. Einzelne Sätze erklangen erst wieder 1863 im Leipziger Gewandhaus und 1874 im Wiener Musikverein unter der Leitung von Johannes Brahms. 1875 erschien eine erste gedruckte Notenausgabe.
Welchen Stellenwert Schubert dieser Messe beigemessen haben muss, zeigt sich u. a. auch in der Tatsache, dass er sie in einem Atemzug mit den großen Opern oder der C-Dur-Symphonie erwähnte, als er sich in seinem letzten Lebensjahr an den Mainzer Schott-Verlag wandte. Schubert schreibt diesbezüglich „Diese letztern Comp.[ositionen] zeige ich nur darum an, damit Sie mit meinem Streben nach dem Höchsten in der Kunst bekannt sind“. Dieses Streben nach dem Höchsten in der Kunst wird gelegentlich mit Schuberts Es-Dur-Messe in Verbindung gebracht, allerdings begann er mit deren Komposition erst wenige Monate nach dem genannten Schreiben.